# ウォルター・ステュアート (第6代ブランタイヤ卿)
第6代ブランタイヤ卿ウォルター・ステュアート（英語: Walter Stuart, 6th Lord Blantyre、1683年2月1日 – 1713年6月23日）は、スコットランド貴族。

## 生涯
第5代ブランタイヤ卿アレクサンダー・ステュアートと2人目の妻アン・ハミルトン（Anne Hamilton、ジョン・ハミルトンの娘）の息子として、1683年2月1日に生まれた。
1704年6月20日に父が死去すると、ブランタイヤ卿の爵位を継承、8月5日にスコットランド議会議員に就任した。イングランド王国とスコットランド王国の合同交渉においては合同に熱烈に反対した。また、1710年にスコットランド貴族代表議員に当選した。
1713年6月23日に熱病で死去、24日にウェストミンスター寺院に埋葬された。生涯未婚だったため弟ロバートが爵位を継承した。